# هنر انتزاعی

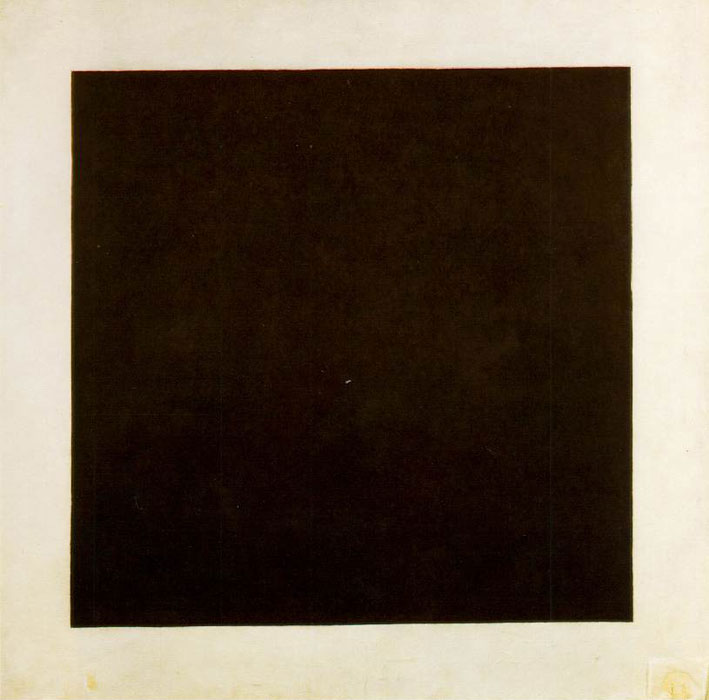
کازیمیر ماله ویچ، مربع سیاه، ۱۹۱۵

هنر مجرد یا هنر انتزاعی یا هنر آبستره (به فرانسوی: Art abstrait) به هنری گفته می‌شود که هیچ صورت یا شکل طبیعی در جهان در آن قابل شناسایی نیست و فقط از رنگ و فرم‌های تمثیلی و غیرطبیعی برای بیان مفاهیم خود بهره می‌گیرد. این اصطلاح معمولاً در مقابل هنر فیگوراتیو استفاده می‌شود و در معنای وسیعش می‌تواند به هر نوع هنری گفته شود که [اشیاء] و رخدادهای قابل شناخت را بازنمایی نمی‌کنند ولی عموما به آن گونه از آفرینش‌های هنر مدرن گفته می‌شود که از هر گونه تقلید طبیعت یا شبیه‌سازی آن به مفهوم مرسوم آن در هنر اروپایی روی می‌گردانند.
هنر انتزاعی غیرواقع‌گرا است. هنر انتزاعی حد و مرزی ندارد و درگیر اصول و قوانین مشخصی نیست.

## تاریخچه
در ابتدای قرن بیستم این واژه بیشتر برای مکاتب هنری چون کوبیسم و فوتوریسم به کار می‌رفت چرا که در این گونه مکاتب طبیعت در صورت‌های ساده یا مبالغه شده تنها تصوری از موضوع طبیعی اصلی بیان می‌شد. در نقاشی‌های این گونه سبک‌ها هدف عموما ضبط و روایت حقیقت اشیاء بود نه لزوما شکل ظاهری آنها. به گفتهٔ مورخان هنر مدرن، کاندینسکی نخستین نقاشی است که حدود سال ۱۹۱۰ نخستین نقاشی کاملاً غیر بازنما را عرضه کرده‌است و از آن پس هنر انتزاعی مدرن در بسیاری از جنبش‌ها و مکاتب هنری مختلف پرورانده شده‌است.

## تجریدگرایی
تجریدگرایی به رعایت اصول و جنبه‌های عملی تجرید به منظور هر چه ساده‌تر کردن اثر هنری از یک سو و هر چه گویاتر و غنی‌تر کردن زبان و بیان آن از سوی دیگر گفته می‌شود. در حوزه هنرها و ادبیات فارسی تجرید را اغلب ایجاز نامیده‌اند.
آثار سعدی و حافظ از نمونه‌های برجستهٔ تجریدگرایی و اصالت ایجاز در ادبیات کهن فارسی به حساب می‌آیند.

## آلبوم

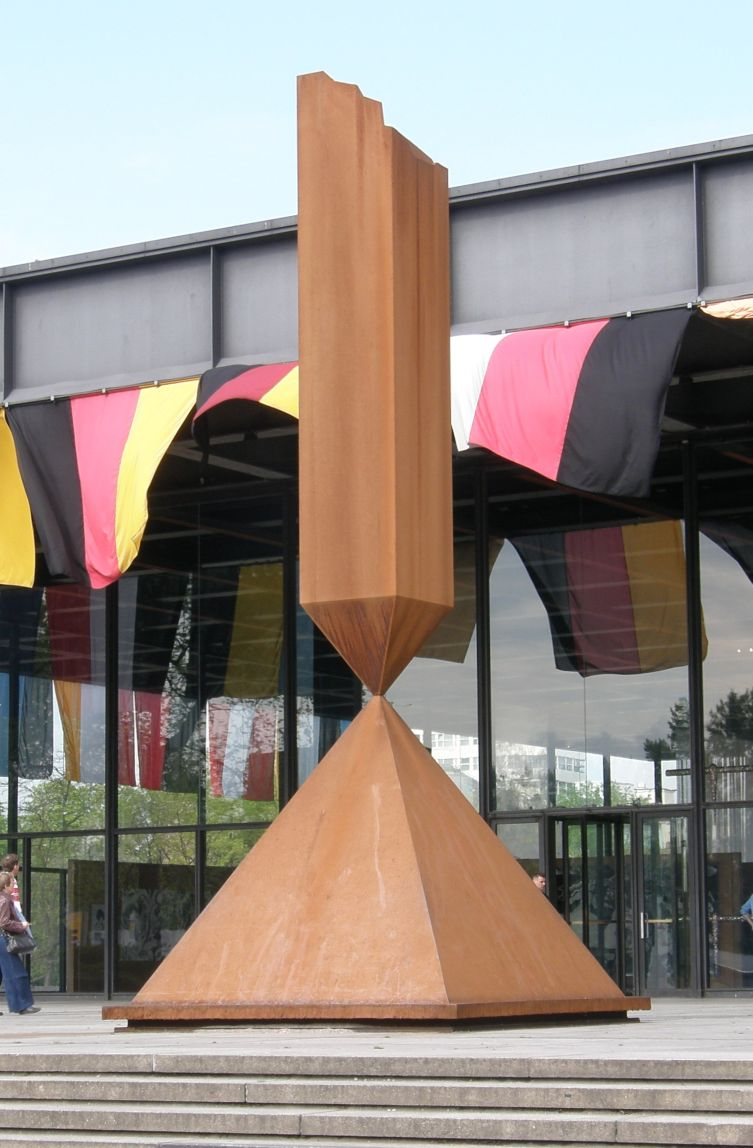
بارنت نیومن, ستون سنگی
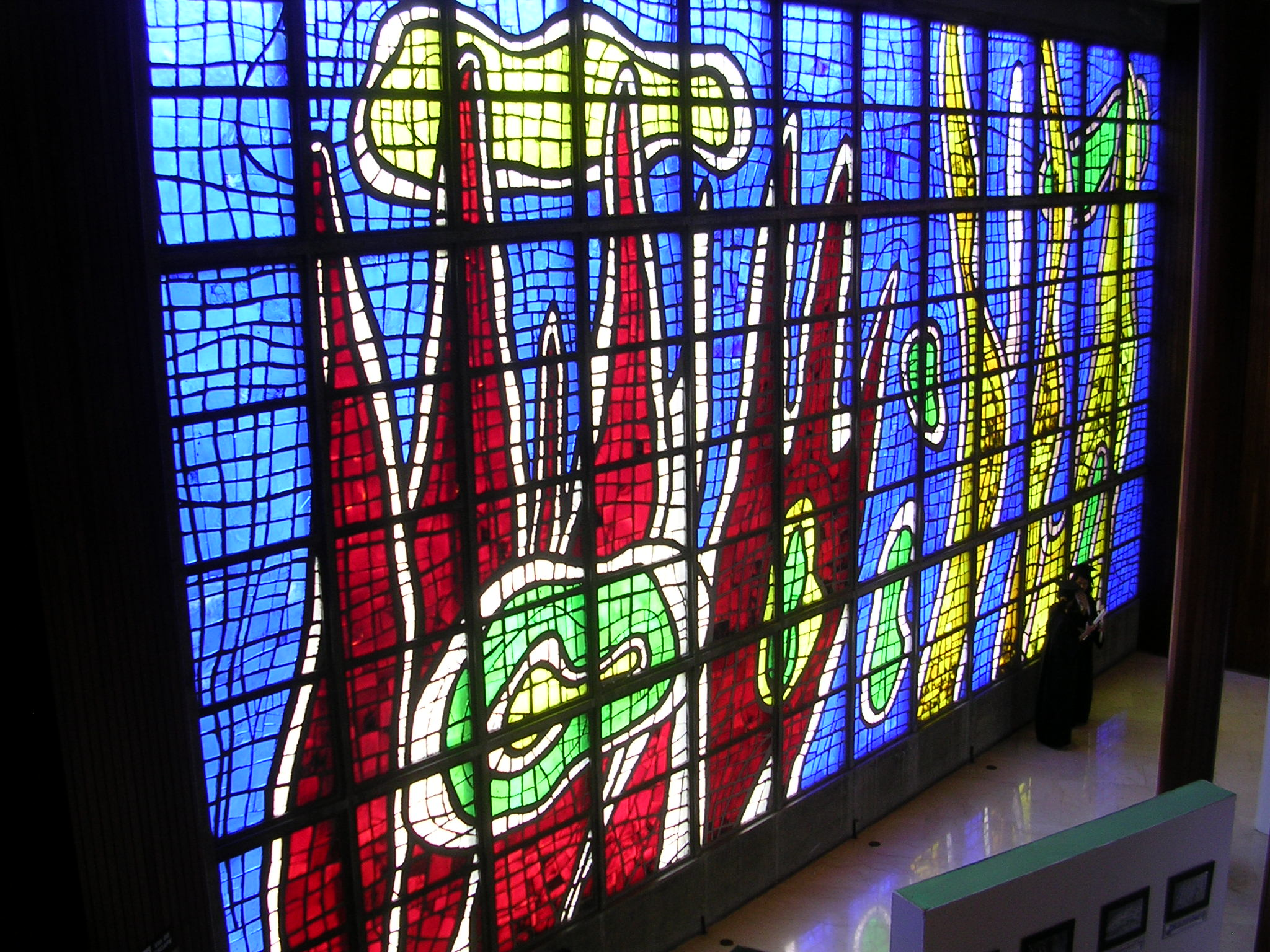
فرنان لژه
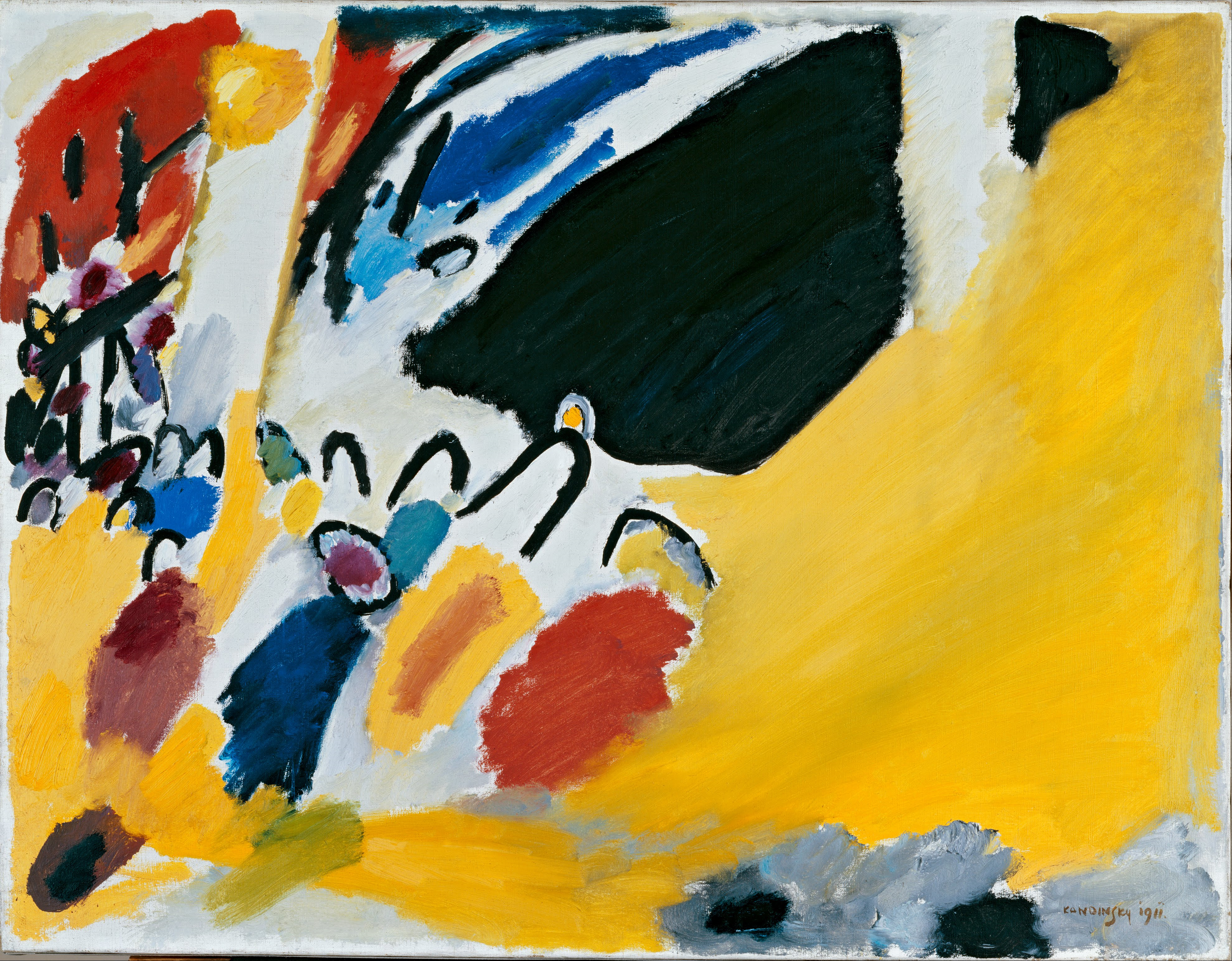
کنسرت
۱۹۱۱ م.
اثر واسیلی کاندینسکی